# اچ‌ام‌اس گاردینر (کی۴۷۸)
اچ‌ام‌اس گاردینر (کی۴۷۸) (به انگلیسی: HMS Gardiner (K478)) یک کشتی بود که طول آن ۲۸۹٫۵ فوت (۸۸٫۲ متر) بود. این کشتی در سال ۱۹۴۳ ساخته شد.